# Castelo de Mayrac

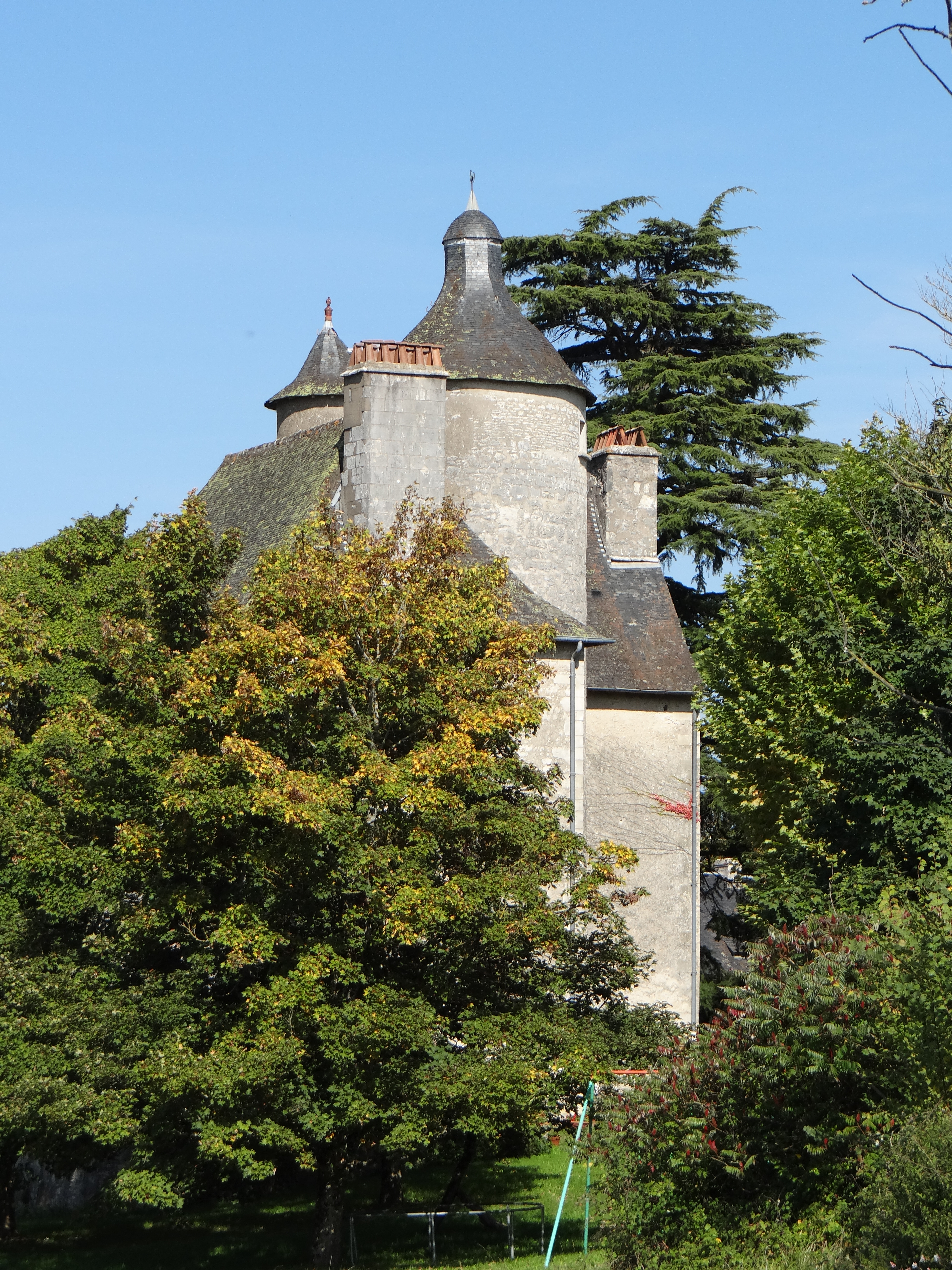
Château de Mayrac, visão geral do sul

O Château de Mayrac é um castelo que data da segunda metade do século XV na comuna de Mayrac no departamento de Lot, na França.
A entrada é na base da torre, com montantes perfilados apoiados em bases prismáticas. A porta é encimada por uma ogiva e um frontão decorado com floretes, acompanhados de cada lado por pilastras . Os quartos do castelo são decorados com chaminés de pedra.
O Château de Mayrac é propriedade privada e não está aberto ao público.
Está classificado desde 1979 como monumento histórico pelo Ministério da Cultura da França.